# Emil Sigerus
Emil Sigerus  (n. 19 februarie 1854, Sibiu, Imperiul Austriac – d. 25 martie 1947, Sibiu, România) a fost un etnograf, colecționar, istoric și scriitor sas din Transilvania.

## Biografie
Emil Sigerus a fost al cincilea copil al senatorului Karl Sigerus. De copil a fost interesat de gospodăriile țăranilor sași și români. În călătoriile pe care le făcea alături de tatăl său în satele din împrejurimile Sibiului (Cașolț, Vurpăr, Daia, Hosman) Emil desena minunatele modele pe care le găsea pe perne și cuverturi, precum și ornamentele specifice de pe vasele de ceramică.
După absolvirea gimnaziului s-a orientat spre meseria de librar, care era o tradiție de familie. Emil Sigerus a fost nepotul lui Martin Hochmeister, tipograf de renume care a scos în 1790 atât prima publicație din Transilvania (Siebenbürgische Vierteljahresschriften) cât și prima publicație în limba maghiară din Transilvania (Erdély-Magyar Hir-Vivõ, numită mai târziu Hiradó). După ce a lucrat o scurtă perioadă în tipografia “Ottmar Pfraundler”, Emil s-a îmbolnăvit și a plecat la tratament în străinătate. 
Între 1877-1880 a locuit la Ljubljana, în Slovenia. Aici l-a cunoscut pe directorul muzeului de artă populară dr. Deschmann, mare specialist și colecționar pasionat de obiecte de artă populară. Sub impresia acestor exponate, Emil Sigerus a hotărât ca la întoarcerea în țară să înființeze la Sibiu un muzeu de artă populară.
Pentru a-și îmbogăți cunoștințele de artă populară, Emil Sigerus a întreprins în 1880 o călătorie de studii la Viena, unde a vizitat muzee și colecții de artă.
Reîntors de la Viena, Sigerus a înființat în 1885 în Sibiu, Muzeul Carpatin (Karpatenmuseum), la baza căruia a stat colecția proprie, de aproximativ 500 de obiecte, în special ulcioare, farfurii, vase de cositor și textile. Muzeul a fost integrat în 1918 în Muzeul Brukenthal.
Ca rezultat a pasiunii sale pentru broderiile și țesăturile țărănești, Emil Sigerus editează în 1906 mapa cu modele de broderii săsești intitulată Siebenbürgisch-sächsische Leinenstickerei (Broderii pe pânză a șașilor transilvăneni).
Începând cu anul 1880, Emil Sigerus, care a fost întâi funcționar, apoi director al Asociației de Asigurări “Transsylvania”, a devenit și redactor la ziarul Siebenbürgisch-Deutsches Tageblatt din Sibiu.
Emil Sigerus s-a numărat printre membrii fondatori ai Siebenbürgischer Karpatenverein (Asociația Carpatină Transilvană) și al Asociației Sebastian-Hann, al cărei director a fost din 1907 până în 1946. 
Când Emil Sigerus a împlinit 80 de ani, Muzeul de artă populară din Viena l-a numit membru de onoare.  

## Muzeul de Etnografie și Artă Populară Săsească “Emil Sigerus”

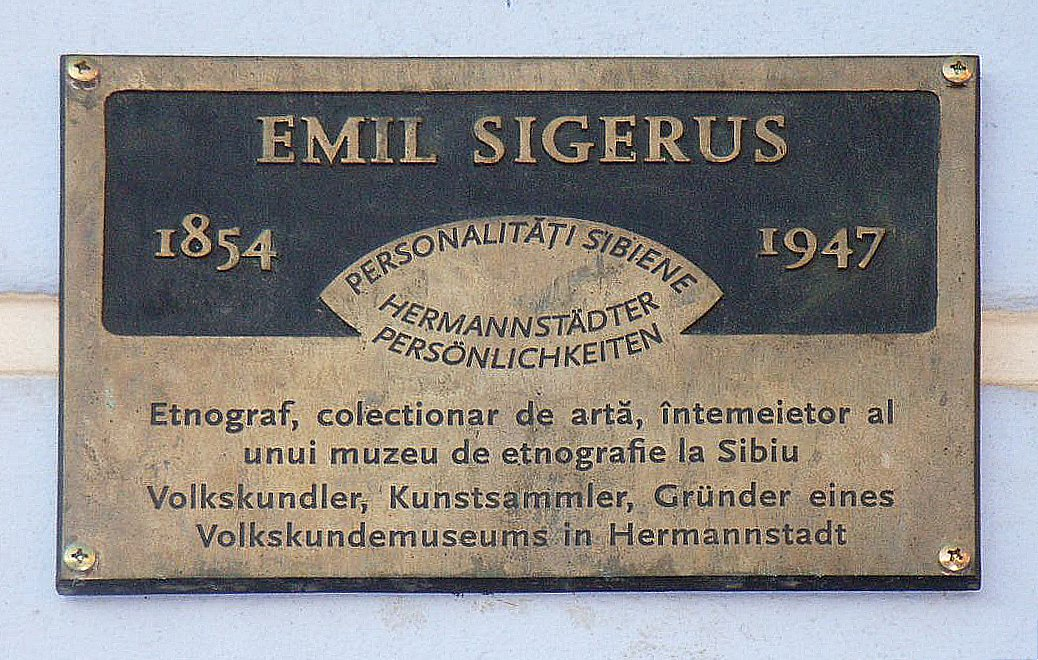

La 1 iulie 1997, în cadrul Complexului Național Muzeal “ASTRA”, a fost înființat Muzeul de etnografie și artă populară săsească „Emil Sigerus”, care valorifică bogatul patrimoniu etnografic săsesc, și pe cel al landlerilor.

## Scrieri[6]
- Von alten Leuten und alten Zeiten, Verlag der Buchhandlung Ernst Dück, Hermannstadt. Ediția a 2-a: Editura Tineretului, București, 1969
- Volkskundliche und kunstgeschichtliche Schriften, Editura Kriterion, București, 1977
- Aus der Rumänenzeit / Ein Gedenkbuch an sturmbewegte Tage. Jos. Dortleff Verlag, Hermannstadt. 1917
- Vom alten Hermannstadt (3 volume, Sibiu, 1922-1928), reeditare 2003, ISBN 978-3-937320-01-4
- Chronik der Stadt Hermannstadt: 1100-1929, Editura Honterus, Sibiu, 1930, reeditare 2000.
- Siebenbürgisch-sächsische Leinenstickereien, Editura Wort u. Welt, 1994
- Siebenbürgisch-sächsische Burgen und Kirchenkastelle, 1906